# Petronella van Randwijk
Petronella van Randwijk (Utrecht, Países Bajos, 14 de septiembre de 1905-La Haya, 21 de septiembre de 1978) fue una gimnasta artística neerlandesa, campeona olímpica en Ámsterdam 1928 en el concurso por equipos.

## Carrera deportiva
En las Olimpiadas celebradas en Ámsterdam en 1928 gana medalla de oro en el concurso por equipos, por delante de las italianas y las británicas, siendo sus compañeras de equipo las gimnastas: Estella Agsteribbe, Jacomina van den Berg, Petronella Burgerhof, Elka de Levie, Helena Nordheim, Ans Polak, Alida van den Bos, Hendrika van Rumt, Jud Simons, Jacoba Stelma y Anna van der Vegt.